# 大和國
大和國（日语：〔〕／ Yamato no kuni */?），日本古代的令制国之一，属畿内五国之一，又称“和州”，古称「倭」、「大倭」、「大養德」，在《延喜式》中国力属于大国，领域大约相当于现代的奈良縣。

## 名称
大和國古称「倭」、「大倭」、「大養德」，发音都是相同的“Yamato”（ヤマト）。根据《续日本纪》的记载，奈良時代中的天平九年十二月廿七日（公元738年1月21日），朝廷将「大倭國」改称「大養德國」。天平宝字元年（公元757年），「大養德國」改称「大和國」。
根据《古事類苑》、《釋日本紀》的说法，传说天地開闢而後泥土未乾故人民居住於山，因人跡多見而称此國為「山跡」（やまと），後改為同音的「大和」。

## 历史
大和国是大和朝廷的发源地，历史上境内曾有鬥雞國造、大倭国造、葛城国造，以及菟田、春日、層富、山边、十市、高市、磯城等由县主管理的县存在。此外，大和国境内也曾存在过吉野国（后来成为大和国的一个郡吉野郡）和芳野监两个行政建制。天平宝字元年（公元757年），此地的名称由“大养德国”改为“大和国”。飛鳥京、藤原京、平城京都在大和国境内。奈良时代前后，朝廷曾在大和国境内修建许多佛教寺庙，如飛鳥寺、法隆寺。784年，朝廷将都城迁到山城国境内的长冈京，很快又再度迁入平安京（即现代的京都）。
平安时代后期，大和国成为以源满仲的次子源赖亲为家祖的大和源氏根据地。日本南北朝时代的吉野朝廷（南朝）的根据地吉野也位于大和国境内。
从镰仓时代到室町时代，都没有设置大和国的守护，大和国实际上由興福寺统治。安土桃山时代时，大和國境内的土地均大多由寺社控制。这些寺社具有一定军事实力，在当地有很高发言权，因此当时大和国又称为“神国”。丰臣政权时代，丰臣秀吉的弟弟丰臣秀长在大和国境内通过检地、刀狩等手段弱化了当地寺社的势力。
进入江户时代以后，德川幕府曾在大和国设置奈良奉行。大和国的部分领地是幕府的直辖领地，其馀土地分属于7个藩。1871年废藩置县时，大和国改为奈良县。1876年，奈良县併入堺县，随后又在1881年併入大阪府。1887年，在当地的要求下，奈良县再度独立并延续至今。

## 行政区划

### 国厅、国分寺与一宫
大和国国府的国厅最初位于今奈良县高市郡高取町一带，后来迁到今奈良县大和郡山市今国府町一带。大和国的国分寺是今属奈良县奈良市东大寺，也是古代日本全国的总国分寺。大和国的国分尼寺是今属奈良县奈良市的法華寺。东大寺和法華寺全境均为日本的国之史迹。东大寺的金堂（大佛殿）、南大门、卢舍那佛（大佛）等已指定为日本国宝，中门、石造狮子等是重要文化财。法华寺中的木造十一面观音立像已指定为日本国宝、本堂以及木心乾漆维摩居士坐像等是重要文化财。
大和国的一宫是今属奈良县樱井市的大神神社。大神神社是日本的国之史迹，攝社大直禰子神社社殿、拜殿、三鸟居、朱漆金銅装盾、《周書》 第十九卷等是重要文化财。

### 下辖的郡
大和国下辖15郡39乡。
| 古代 | 古代   | 中世纪 | 1896年4月1日 | 現在 |
| ---- | ------ | ------ | ------------ | --- |
| 曾布 | 添上郡 | 添上郡 | 添上郡       | 奈良市、大和郡山市、天理市、山添村的各一部分                                                                                  |
| 曾布 | 添下郡 | 添下郡 | 生駒郡       | 奈良市、大和郡山市、生駒市的各一部分                                                                                          |
| 曾布 | 平群郡 | 平群郡 | 生駒郡       | 大和郡山市、生駒市的各一部分以及平群町、三鄉町、斑鳩町、安堵町                                                                |
| 曾布 | 廣瀨郡 | 廣瀨郡 | 北葛城郡     | 大和高田市的一部分以及廣陵町、河合町                                                                                          |
| 葛城 | 葛下郡 | 葛下郡 | 北葛城郡     | 大和高田市、葛城市的各一部分以及香芝市、上牧町、王寺町                                                                        |
| 葛城 | 葛上郡 | 葛上郡 | 南葛城郡     | 御所市的一部分 |
| 葛城 | 忍海郡 | 忍海郡 | 南葛城郡     | 葛城市、御所市的各一部分 |
| 葛城 | 宇智郡 | 宇智郡 | 宇智郡       | 五條市、大淀町的各一部分 |
| 葛城 | 吉野郡 | 吉野郡 | 吉野郡       | 五條市、宇陀市、大淀町的各一部分 以及吉野町、下市町、黑瀧村、天川村、野迫川村、十津川村、下北山村、上北山村、川上村、東吉野村 |
| 葛城 | 宇陀郡 | 宇陀郡 | 宇陀郡       | 宇陀市的一部分以及曾爾村、御杖村                                                                                              |
| 磯城 | 城上郡 | 式上郡 | 磯城郡       | 天理市、樱井市、宇陀市的各一部分                                                                                              |
| 磯城 | 城下郡 | 式下郡 | 磯城郡       | 天理市、田原本町的各一部分以及川西町、三宅町                                                                                  |
| 磯城 | 十市郡 | 十市郡 | 磯城郡       | 橿原市、櫻井市、田原本町的各一部分                                                                                            |
| 磯城 | 高市郡 | 高市郡 | 高市郡       | 大和高田市、橿原市的各一部分以及高取町、明日香村                                                                              |
| 磯城 | 山边郡 | 山边郡 | 山边郡       | 奈良市、大和郡山市、天理市、櫻井市、宇陀市、山添村的各一部分                                                                  |

## 图集

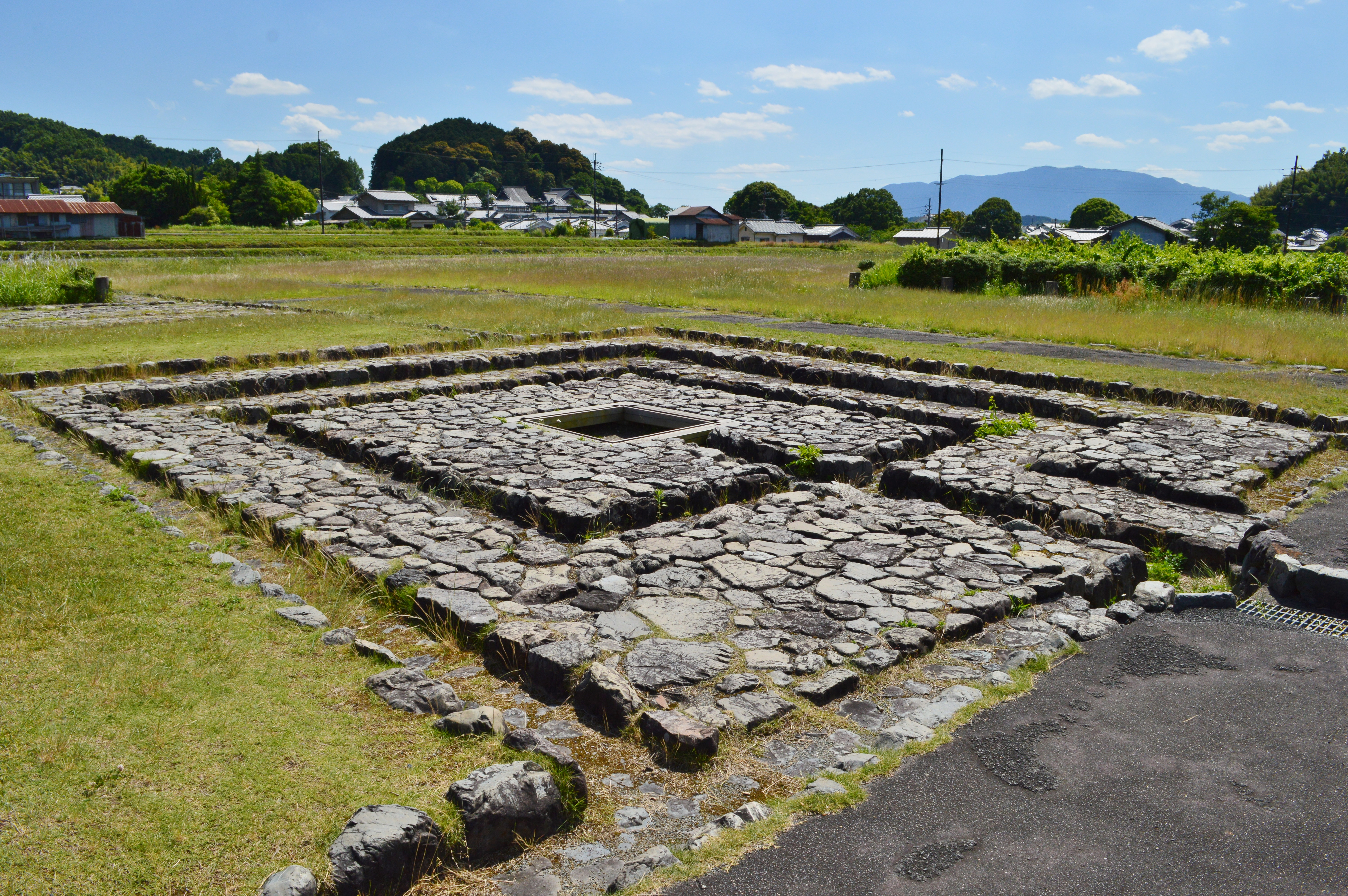
飛鳥京（日语：飛鳥京）飞鸟宫遗迹
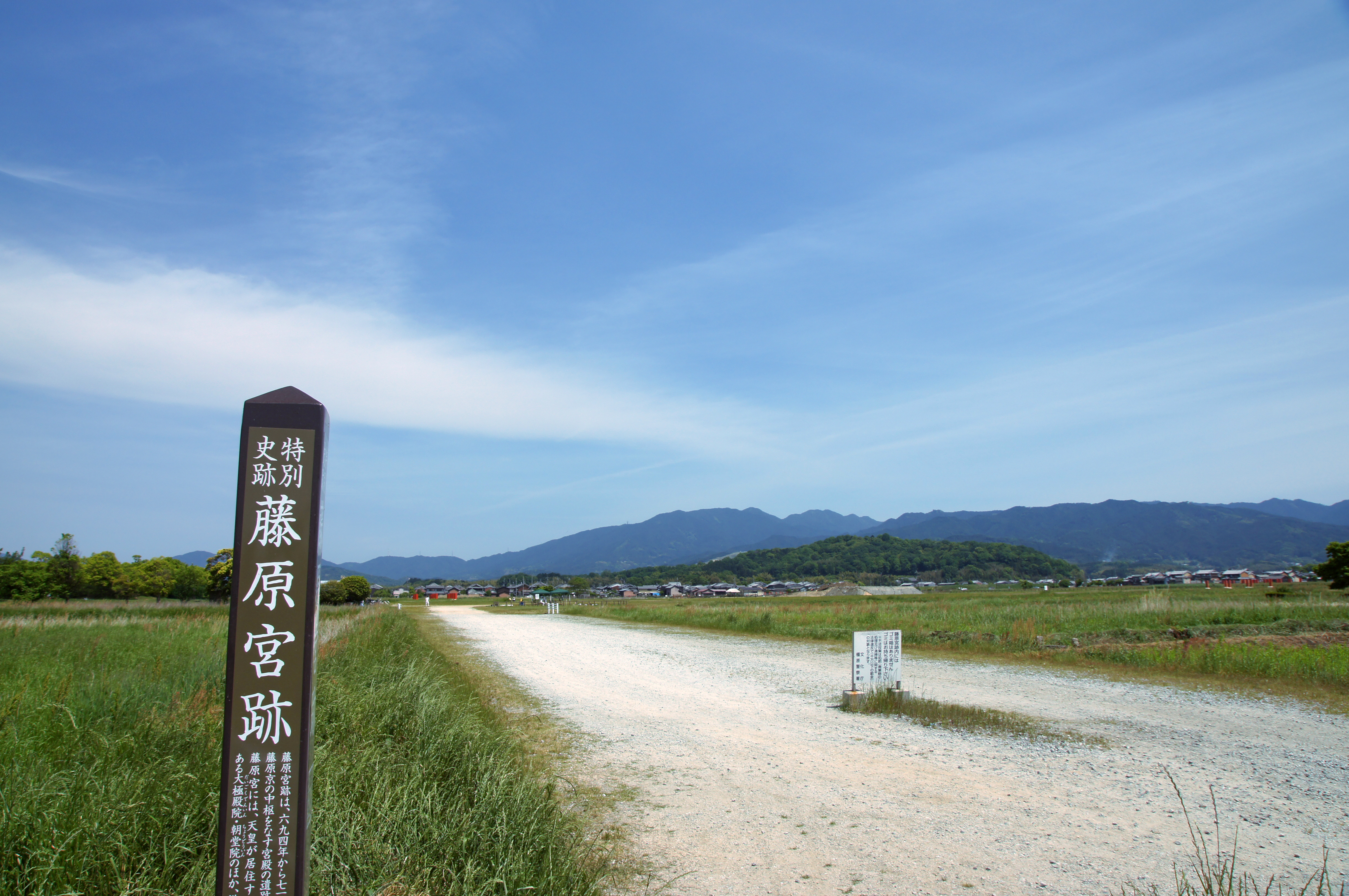
藤原京藤原宫遗迹
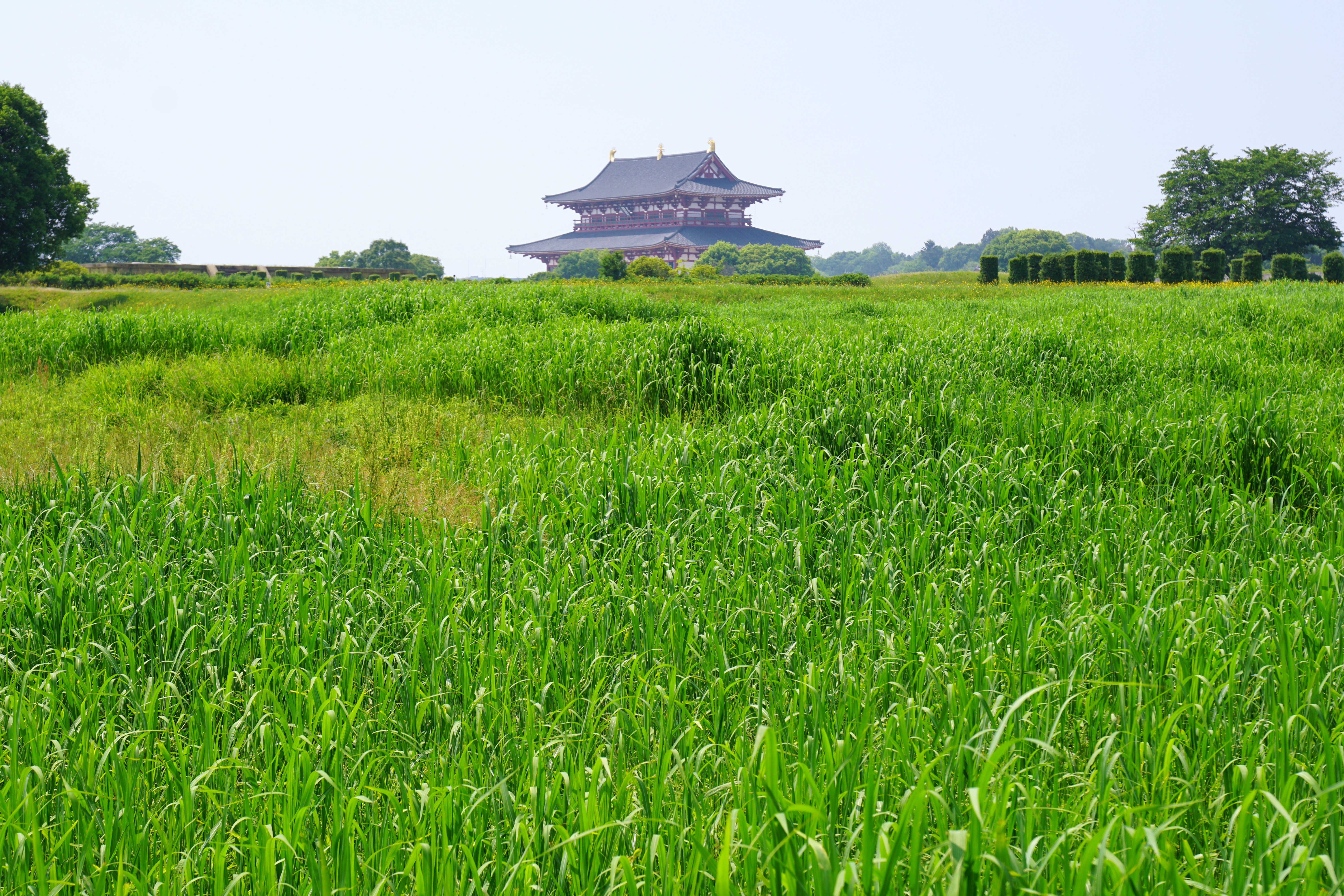
平城京平城宫遗迹
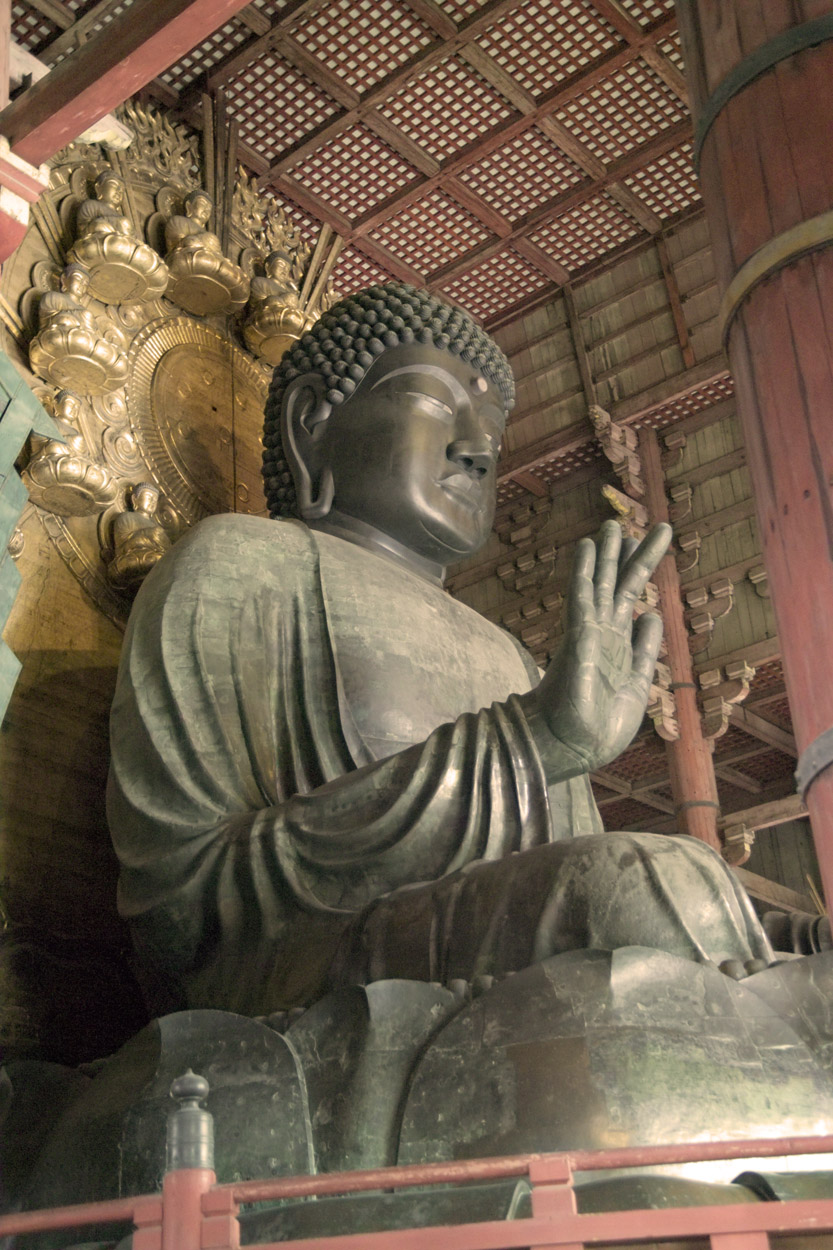
大和国国分寺东大寺中的大佛，现已成为日本国宝
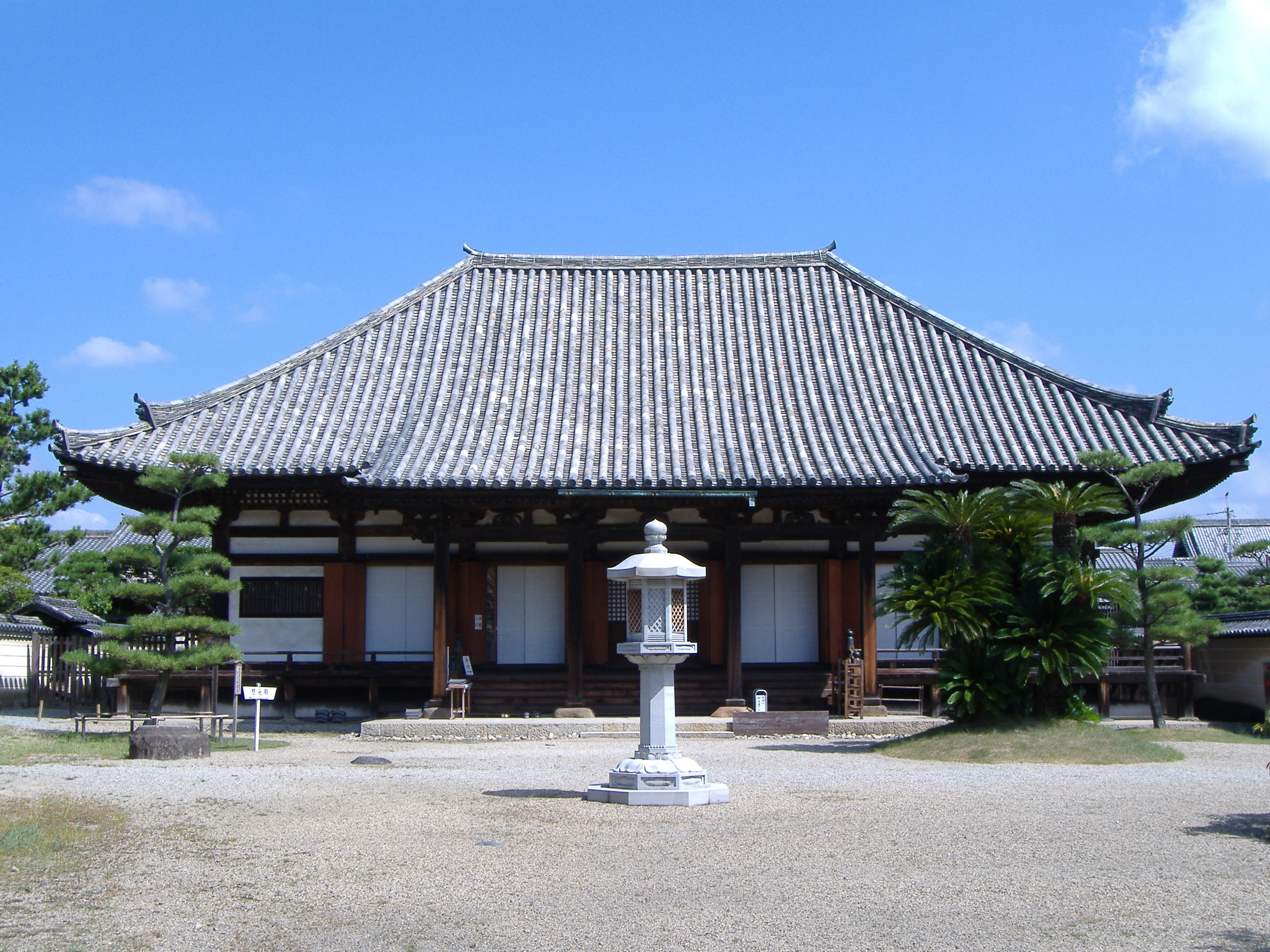
大和国国分尼寺法華寺本堂
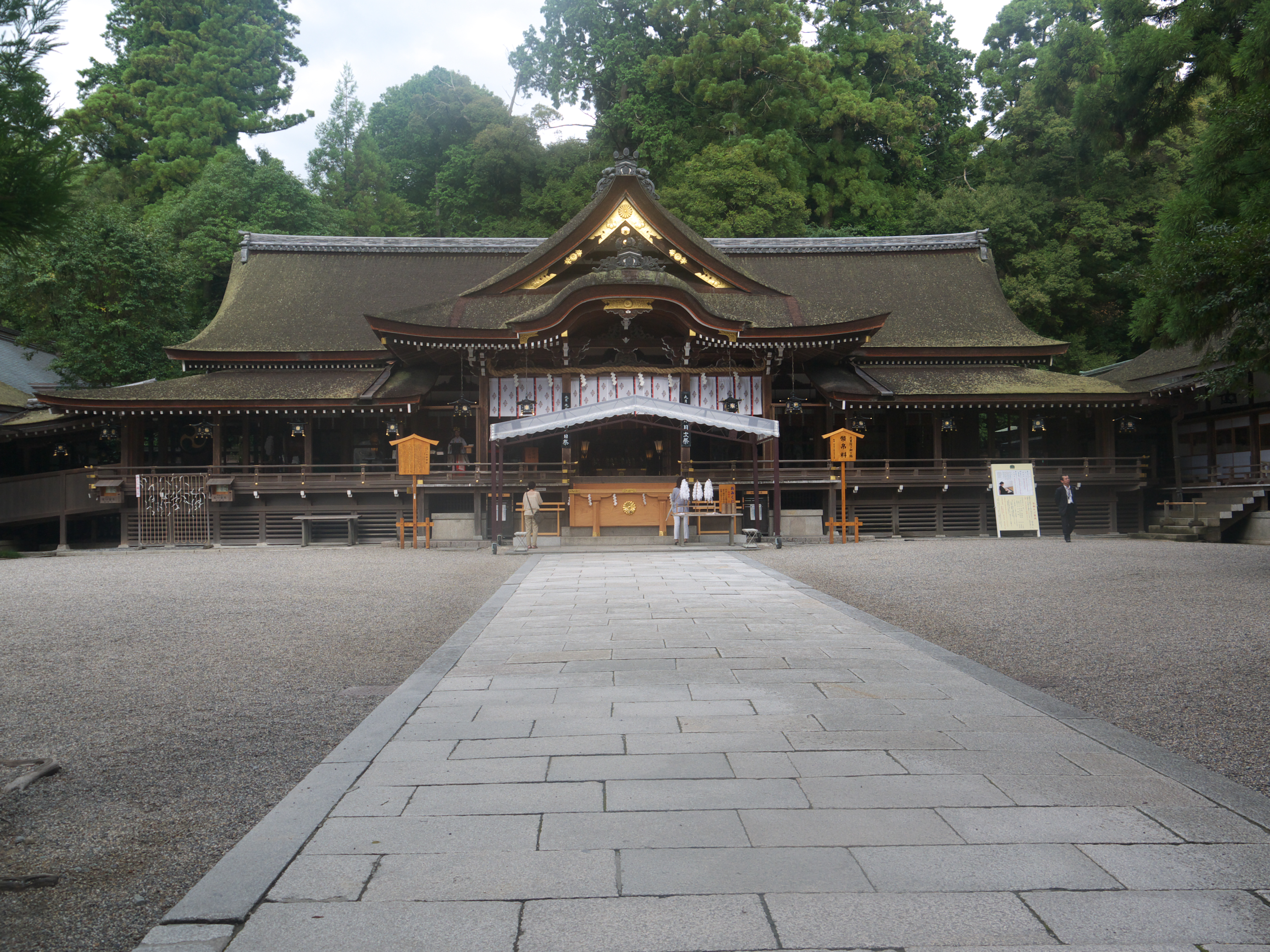
大和国一宫大神神社